# Министерство внутренних дел Туркменистана
Министерство внутренних дел Туркменистана (туркм. Türkmenistanyň Içeri işler ministrligi) — орган центральной исполнительной власти, осуществляющий в соответствии с законодательством Туркменистана функции, связанные с охраной общественного порядка и общественной безопасности, а также раскрытием преступлений и их профилактикой.

## История
19 февраля 1998 года президент Туркменистана Сапармурат Ниязов подписал Указ «Об образовании полиции Туркменистана».
«В связи с происшедшими коренными преобразованиями, вызванными обретением Туркменистаном независимости и статуса нейтрального государства, ускорения интеграции в мировую правоохранительную систему по обеспечению общественной безопасности, борьбе с преступностью, постановляю: Образовать в системе Министерства внутренних дел Туркменистана подразделения полиции на базе существующих подразделений милиции».

## Руководство
- Хыдыров Мухаммет Алламырадович — министр внутренних дел Туркменистана
- Чопанов Арслан Сазакович — заместитель министра внутренних дел Туркменистана, подполковник полиции.

### Министры
| #  | ФИО                            | Срок полномочий                   |
| -- | ------------------------------ | --------------------------------- |
| 1  | Сердар Чарыяров                | 17 сентября 1990 — 2 апреля 1993  |
| 2  | Курбанмухаммед Касымов         | 2 апреля 1993 — 17 сентября 1998  |
| 3  | Поран Бердыев                  | 17 сентября 1998 — 14 марта 2002  |
| 4  | Аннаберды Какабаев             | 13 мая 2002 — 21 февраля 2003     |
| 5  | Ашир Атаев                     | 21 февраля 2003 — 12 августа 2004 |
| 6  | Гельдымухаммед Аширмухаммедов  | 12 августа 2004 — 9 декабря 2004  |
| 7  | Акмамед Рахманов               | 9 декабря 2004 — 9 апреля 2007    |
| 8  | Ходжамурад Аннакурбанов        | 9 апреля 2007 — 8 октября 2007    |
| 9  | Оразгельды Аманмурадов         | 8 октября 2007 — 29 мая 2009      |
| 10 | Искандер Муликов               | 29 мая 2009 — 1 октября 2019      |
| 11 | Мамметхан Чакыев               | 1 октября 2019 — 6 апреля 2022    |
| 12 | Хыдыров Мухаммет Алламырадович | 6 апреля 2022 — наст. вр.         |

## Система МВД Туркменистана
В систему МВД Туркменистана входят:
- Органы внутренних дел (полиция)

- - Центральный аппарат
  - Аппарат территориальных органов
  - Академия полиции Туркменистана имени генерала армии С. А. Ниязова
  - Институт МВД Туркменистана
  - Медицинские учреждения
  - Стадион «Копетдаг»
  - Спортивные клубы
  - Иные подразделения, созданные для выполнения задач, возложенных на органы внутренних дел
- Внутренние войска